# S5 (Polen)
De S5 is een snelweg in Polen. De S5 loopt van Grudziądz (verbinding met de A1) langs Poznań naar Wrocław (verbinding met de A8. De S5 werd aangelegd tussen 2009 en 2022; de weg is 353 kilometer lang. In de toekomst wordt de S5 verlengd van Grudziądz tot Ostróda (verbinding met de S7) en van Wrocław tot Bolków (verbinding met de S3 naar Tsjechië); de S5 zal dan ongeveer 508 kilometer lang zijn.
A1 · A2 · A4 · A6 · A8 · A18 · A50
S1 · S2 · S3 · S5 · S6 · S7 · S8 · S10 · S11 · S12 · S14 · S16 · S17 · S19 · S22 · S50 · S51 · S52 · S61 · S74 · S79 · S86